# Serología
La serología (también, pruebas serológicas) es el estudio o examen o conjunto de estudios o exámenes que permite comprobar la presencia de anticuerpos en la sangre. Es fundamental al realizar donaciones de sangre y transfusiones. Este se basa en un examen serológico, que tiene como fin conocer la exposición o presencia previa de un microorganismo patógeno en particular y, a partir de ella, la capacidad de respuesta del individuo a tal o cual infección. Para ello, se debe tomar una muestra de sangre en volumen apropiado según la técnica que se emplee (ELISA, IFI, Western blot, IHA, etcétera). Se puede usar la sangre total o tomar solo el suero, el cual se obtiene luego de centrifugar la sangre previamente coagulada, para eliminar las células sanguíneas de la reacción.
Este examen se realiza también para descartar sospechas sobre alguna infección, si se encuentran razones para pronosticar una enfermedad existente. Puede repetirse a las dos semanas de la primera toma de muestra sanguínea.  La serología permite identificar la presencia de infecciones o evaluar el grado de inmunidad de un individuo frente a una infección o enfermedad específica.
Las enfermedades detectables con la serología son entre otras las siguientes: sarampión, rubéola, carbunco, VIH, hepatitis viral, brucelosis, amebiasis, infección micótica, virus sincitial respiratorio (VSR), tularemia, sífilis, toxoplasmosis, enfermedades de vías respiratorias bajas y una variedad de enfermedades más.